# Броштени (Валча)
Броштени (рум. Broșteni) насеље је у Румунији у округу Валча у општини Лапушата. Oпштина се налази на надморској висини од 300 m.

## Становништво
Према подацима из 2002. године у насељу је живело 496 становника, од којих су сви румунске националности.